# Pedro Augusto de Carvalho

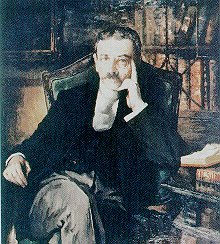
Pedro Augusto de Carvalho

Pedro Augusto de Carvalho (Lisboa, 8 de Julho de 1841 – Lisboa, 30 de Dezembro de 1894) foi um advogado, político, jurista e administrador financeiro português.

## Biografia
Filho de Manuel António de Carvalho, 1.º Barão de Chanceleiros, e de sua mulher Maria José de Carvalhosa Henriques e irmão do 1.º Visconde de Chanceleiros.
Bacharel formado em Direito pela Faculdade de Direito da Universidade de Coimbra, político, Deputado eleito por Ponta Delgada, Jurista, do Conselho de Sua Majestade Fidelíssima, Diretor da Caixa Geral de Depósitos, Diretor-Geral das Contribuições e Impostos, Diretor-Ajudante do Procurador-Geral da Coroa, Contador da Junta do Crédito Público e 2.º Governador do Banco de Portugal de 1891 até à sua morte a 30 de Dezembro de 1894.
Casou com Maria da Conceição Emauz de Abranches (? - 3 de Fevereiro de 1922), filha do Dr. Guilherme da Silva Abranches e de sua mulher Ana José de Castro Quintela Emauz, de ascendência Holandesa, com geração.